# سیارک ۱۷۶۵۳
سیارک ۱۷۶۵۳ (به انگلیسی: 17653 Bochner، نامگذاری:1996VM2) هفده هزار و ششصد و پنجاه و سومین سیارک کشف شده‌است که در ۱۰ نوامبر ۱۹۹۶ کشف شد.
قدر مطلق سیارک برابر ۱۴٫۵۰ است.